# Berde Mózes

Berde Mózsa emlékplakett a szentivánlaborfalvi Berde Mózsa Iskola falán

Laborfalvi Berde Mózes (más néven Berde Mózsa) (Szentivánlaborfalva, 1815. december 15. – Budapest, 1893. szeptember 22.) jogász, 1848-as kormánybiztos, parlamenti képviselő.

## Élete
Székely nemes családból született 1815-ben. Pontos születésnapja ismeretlen; keresztelésének napja december 15. Székelykeresztúron és Kolozsvárott tanult. Jogi pályára lépett és ügyvéd lett Kolozsváron. Az 1848-ban országgyűlési képviselő lett, majd erdélyi kormánybiztos (előbb mint Háromszék, Kolozsvár, majd mint Szeben széknek kormánybiztosa). A szabadságharc leverése után bujdosnia kellett. 1850-ben elfogták és 4 évi börtönbüntetésre ítélték. Kiszabadulása után előbb gazdálkodott, az alkotmány helyreállítása után országgyűlési képviselő, majd a belügyminisztériumban osztálytanácsos lett. 1871-ben nyugalomba vonult. Ezután gazdaságának és az Erdélyi Unitárius Egyháznak szentelte munkásságát 1893-ban bekövetkezett haláláig.
Egykori iskolája, a székelykeresztúri unitárius gimnázium ma az ő nevét viseli.

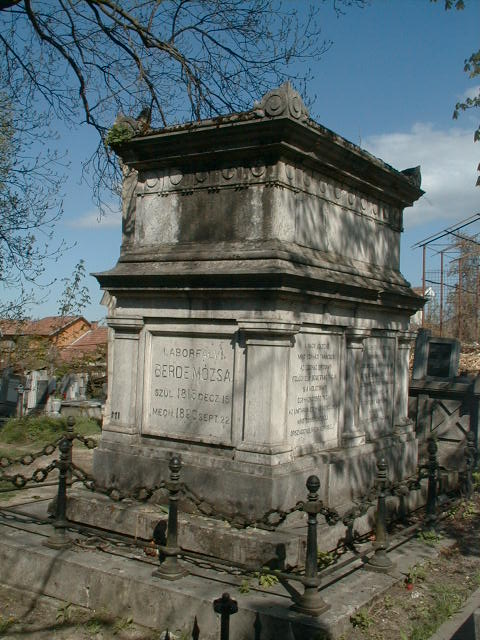
Berde Mózes sírja Kolozsvárott, a Házsongárdi temetőben

## Hagyatéka
- Végrendeletében jelentős vagyonát az unitárius egyházra hagyta, többek között azzal a meghagyással, hogy abból a kolozsvári, tordai és székelykeresztúri unitárius gimnáziumok kétszáz diákjának naponta egy-egy ingyen cipót kell juttatni. (Ez volt az ún. Berde-cipó).
- Hagyatéka felhasználásával épült fel 1901-ben a kolozsvári unitárius kollégium, majd 1914-ben a székelykeresztúri gimnázium új épülete.